# Kurowo (gromada w powiecie włocławskim)
Kurowo – dawna gromada, czyli najmniejsza jednostka podziału terytorialnego Polskiej Rzeczypospolitej Ludowej w latach 1954–1972.
Gromady, z gromadzkimi radami narodowymi (GRN) jako organami władzy najniższego stopnia na wsi, funkcjonowały od reformy reorganizującej administrację wiejską przeprowadzonej jesienią 1954 do momentu ich zniesienia z dniem 1 stycznia 1973, tym samym wypierając organizację gminną w latach 1954–1972.
Gromadę Kurowo z siedzibą GRN w Kurowie (obecnie jest to wieś Kurowo-Parcele) utworzono – jako jedną z 8759 gromad na obszarze Polski – w powiecie włocławskim w woj. bydgoskim, na mocy uchwały nr 24/17 WRN w Bydgoszczy z dnia 5 października 1954. W skład jednostki weszły obszary dotychczasowych gromad Kurowo i Babia Góra ze zniesionej gminy Kłóbka oraz obszary dotychczasowych gromad Zawada Nowa i Zakrzewo, ponadto folwark Zakrzewo z dotychczasowej gromady Załuszkowo oraz wieś Stawek z dotychczasowej gromady Stawek, ze zniesionej gminy Baruchowo, w tymże powiecie. Dla gromady ustalono 23 członków gromadzkiej rady narodowej.
31 grudnia 1959 do gromady Kurowo włączono wsie Szewo Wielkie, Szewo Małe i Szewo Nr 2 oraz miejscowości Szewskie Budy, Szewskie Rumunki, Myszki Parcele, Myszko Folwark i Szewo Widlice ze zniesionej gromady Bilno w tymże powiecie.
Gromadę zniesiono 31 grudnia 1961, a jej obszar włączono do gromad Kłotno (wsie Kurowo, Babia Góra, Stawek, Zakrzewo i Zawada oraz miejscowości Kurowo Parcele, Kurowo Majątek i Zakrzewo Parcele) i Kanibród (wsie Szewo Wielkie i Szewo Małe oraz miejscowości Grabina, Szewskie Budy, Szewskie Rumunki i Myszki) w tymże powiecie.